# 柴田竜拓
柴田 竜拓（しばた たつひろ、1993年12月16日 - ）は、岡山県岡山市東区出身のプロ野球選手（内野手）。右投左打。横浜DeNAベイスターズ所属。

## 経歴

### プロ入り前
小学3年生の時に少年野球を始めた。岡山市立山南中学校への入学後は、中学の野球部には入部せず、硬式野球のチームであるヤングカープ岡山に入団。ヤングリーグで全国制覇を達成した。一貫して投手だったが、内野手に集中し始めた。
父の出身校である岡山理科大学附属高等学校に進学すると、1年生の秋からレギュラーとなったが、甲子園には出場することはできなかった。野球部の同期に藤岡裕大がいた。
國學院大學に進学すると、1学年上の先輩に後にプロでチームメイトとなる山下幸輝がいた。守備の基礎ができていないことを強く感じキャッチボール、ノック等の基礎練習に力を入れた。2年生の秋から遊撃手に定着した。3年生になって以降は21歳以下日本代表に選ばれた。ベストナイン2回。
2015年、プロ野球ドラフト会議でDeNAから3巡目指名を受け、11月9日に契約金6000万円、年俸1000万円（金額は推定）で仮契約した。背番号は「31」。

### DeNA時代

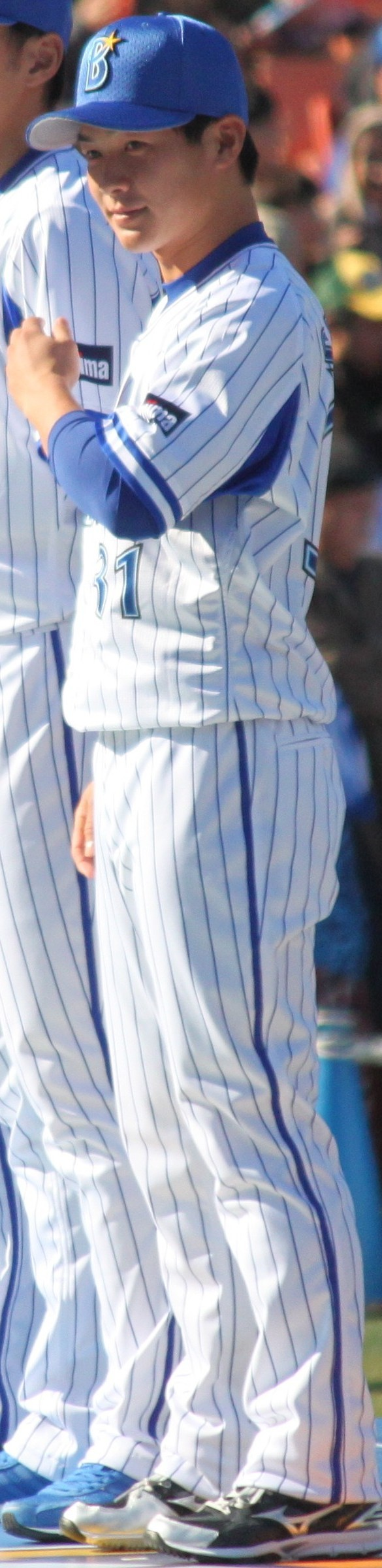
2015年11月28日、横浜スタジアムにて

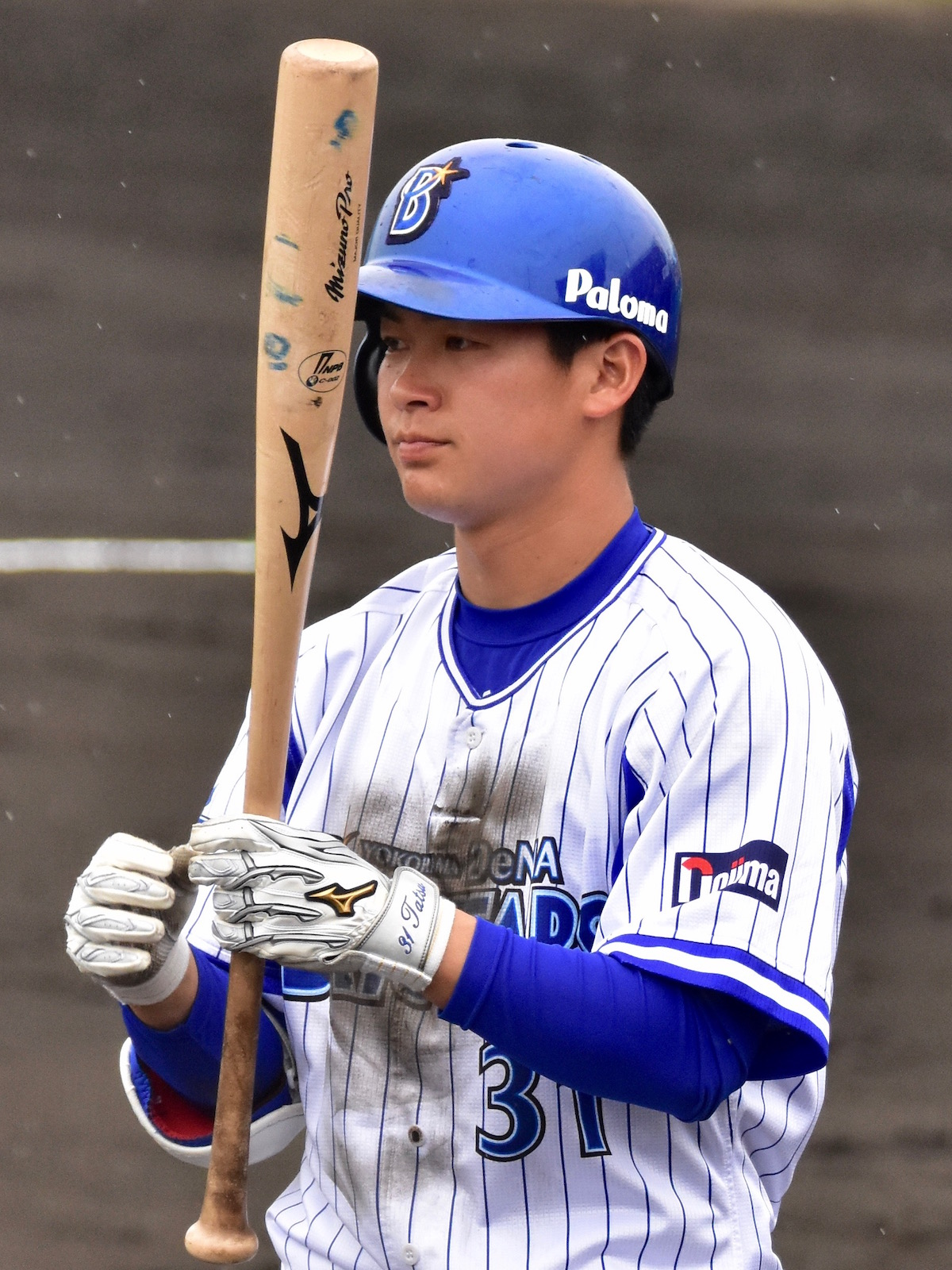
2017年2月20日、宜野湾市立野球場にて

2016年は開幕を一軍で迎え、3月25日の開幕戦である広島東洋カープ戦（MAZDA Zoom-Zoom スタジアム広島）ではプロ初打席でクリス・ジョンソンから決勝適時打を打ったが、翌日の3月26日にはボールを握り損ねて二走の生還を許す適時失策を喫した。1年目は19試合の出場で打率.205、2打点だった。
2017年は2年連続開幕を一軍で迎えた。5月6日の対東京ヤクルトスワローズ8回戦（横浜スタジアム）では、延長11回裏に秋吉亮からプロ初のサヨナラ適時打を打つ活躍を見せた。7月17日に出場選手再登録されると田中浩康、石川雄洋との併用で起用が増えた。石川が登録抹消されると「2番・二塁手」でのスタメン起用も増え、9月10日の対阪神タイガース20回戦ではプロ初本塁打を打った。守備では光る場面を多く見せたがその反面打撃に関しては88試合の出場で打率.233、11打点と前年に引き続き課題を残すこととなった。
2018年は前年を上回る113試合に出場も攻守に精彩を欠き、DELTA社算出のWARで-0.4と課題の残るシーズンだった。打率は.219に終わった一方で、265打席で30四球を選び、出塁率.324と選球眼を発揮した。
2019年はセカンドを中心に二遊間を守り、本人のUZRはDELTA社算出でチーム2位の6.0まで向上。打撃では8月以降打率.377と爆発したことで、トータルでは打率.256にOPS.705と大幅に改善、準レギュラーの立ち位置となった。DELTA社算出のWARは1.1であり、これはチーム野手5位の数字だった。
2020年は110試合に出場し、打率.266、0本塁打、自己最高のOPS.708と大きく成長した。またスタメン起用は61試合で自己最多となったが、併用された大和、倉本寿彦も結果を残し、レギュラーを取りきることは出来なかった。オフの契約更改では、1500万円アップの推定年俸5500万円でサインした。
2021年は「6番・遊撃手」でルーキーイヤー以来の開幕スタメンを勝ち取る。以降は二塁手や遊撃手でのスタメンが続くが、4月23日の阪神タイガース戦（阪神甲子園球場）で二遊間を組む大和と交錯し、左肩関節を脱臼。翌日に登録を抹消された。6月17日の二軍戦で約2か月ぶりの実戦復帰を果たし、同19日に出場選手登録された。復帰後は打撃好調だったが、7月9日の中日ドラゴンズ戦（バンテリンドームナゴヤ）で京田陽太のスライディングが左手に当たり指を裂傷し、翌日に登録を抹消された。8月14日に再び出場選手登録されると、同19日の阪神タイガース戦（東京ドーム）で藤浪晋太郎から勝ち越し2点適時打を放ち、自身2年ぶりとなるヒーローインタビューを受けた。10月10日の中日ドラゴンズ戦（横浜）ではライデル・マルティネスから自身4年ぶりのサヨナラ打となる犠牲フライを放った。最終的には前半戦の離脱が響き、一軍に定着して以来自己最少の85試合出場、打率.234、2本塁打、15打点の成績にとどまった。
2022年も開幕スタメンを迎え、遊撃手として出場を続けていたが、4月6日に発熱と倦怠感を訴えPCR検査をしたところ、新型コロナウイルスの陽性判定を受け一時離脱した。4月26日に一軍再昇格も、開幕から33打席連続でノーヒットが続いて打撃不振に苦しみ、5月4日の中日戦（横浜スタジアム）での二塁打がシーズン初安打となった。以降はシーズン終了まで一軍に帯同し、96試合に出場したが、自己ワーストの打率.195、ルーキーイヤー以来となる0本塁打で打点も僅か1に終わった。
2023年は、3年ぶりに全試合一軍帯同を果たしたが、86試合の出場も主に守備要員となり、打席数が前年の198から66に大幅に減り、自己ワーストの7安打に終わった。7月15日に国内FA権を取得したが、オフシーズンの行使はせず残留し、400万円減となる推定年俸5200万円で契約を更改した。
2024年は、3月10日のオープン戦で二塁の守備の際にダイビングキャッチをしたところ左肩を脱臼。開幕一軍は迎えられなかったものの、4月2日に一軍に合流した。前年同様、守備要員での起用が主となっている。9月7日の巨人戦では宮﨑敏郎に代わって途中から三塁の守備に就いたが、1点リードの9回2死の場面で三塁ゴロの送球をハーフバウンドさせる失策で試合が継続した。チームは直後に同点に追いつかれ、延長戦の末に逆転サヨナラ負けを喫したが、監督の三浦大輔は柴田を責めなかった。

## 選手としての特徴

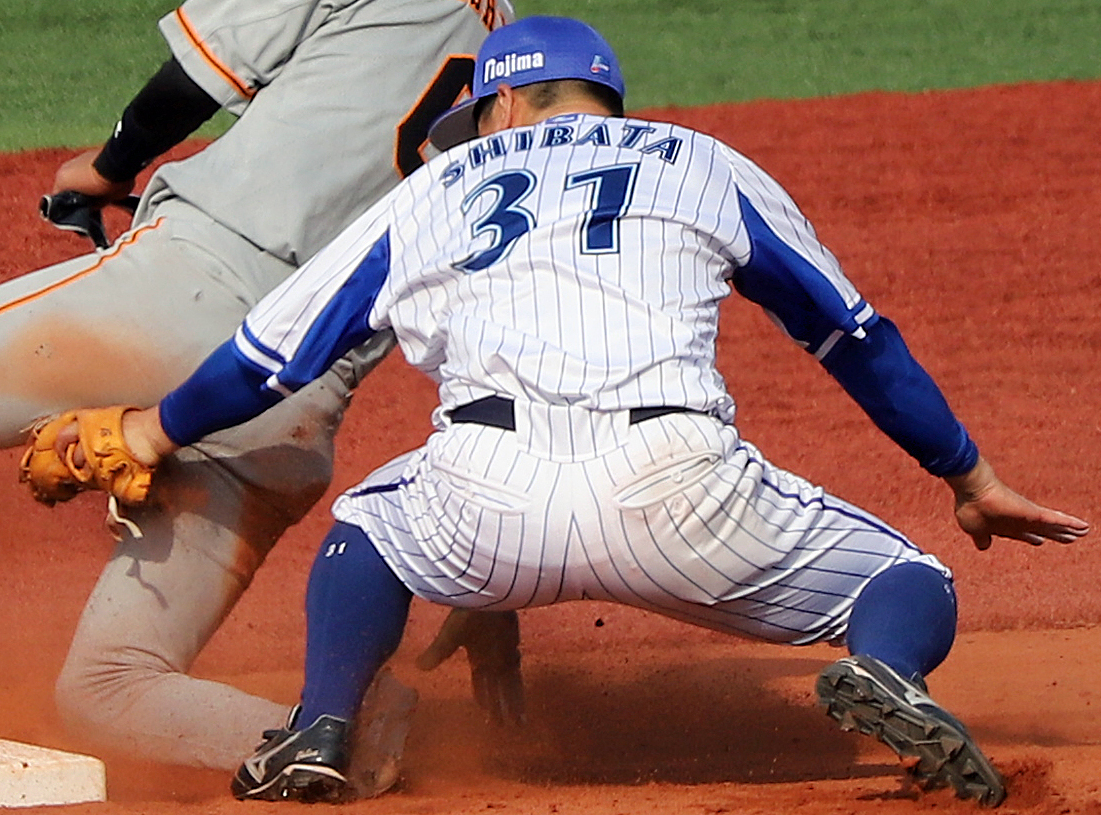
2019年4月7日、横浜スタジアムにて

打撃面は小柄な体格だがパンチ力も備えており、しっかりと振り抜くスタイルでクリーンヒットが多い。選球眼も良く四球も選べる。
守備面では巧みなグラブ捌きと素早い動きに定評があり、同じ二遊間のポジションを守る源田壮亮、京田陽太、茂木栄五郎、吉川尚輝らにも参考にされている。
また、二塁、三塁、遊撃をハイレベルでこなすユーティリティープレイヤーでもある。

## 人物
2017年夏に、中学3年生の時から交際していた女性と交際9年で結婚した。
2018年から2023年までチームメイトだったネフタリ・ソトと仲が良い。筒香嘉智とは筒香がメジャーに挑戦してからも共に自主トレを行うなど親交が深く、野球に対する考えなど影響を受けている。

## 詳細情報

### 年度別打撃成績
| 年 度     | 球 団     | 試 合 | 打 席 | 打 数 | 得 点 | 安 打 | 二 塁 打 | 三 塁 打 | 本 塁 打 | 塁 打 | 打 点 | 盗 塁 | 盗 塁 死 | 犠 打 | 犠 飛 | 四 球 | 敬 遠 | 死 球 | 三 振 | 併 殺 打 | 打 率 | 出 塁 率 | 長 打 率 | O P S |
| --------- | --------- | ----- | ----- | ----- | ----- | ----- | -------- | -------- | -------- | ----- | ----- | ----- | -------- | ----- | ----- | ----- | ----- | ----- | ----- | -------- | ----- | -------- | -------- | ----- |
| 2016      | DeNA      | 19    | 46    | 39    | 4     | 8     | 0        | 1        | 0        | 10    | 2     | 1     | 0        | 2     | 0     | 5     | 0     | 0     | 8     | 1        | .205  | .295     | .256     | .552  |
| 2017      | DeNA      | 88    | 248   | 215   | 25    | 50    | 8        | 0        | 1        | 61    | 11    | 1     | 1        | 11    | 2     | 17    | 0     | 3     | 50    | 2        | .233  | .295     | .284     | .579  |
| 2018      | DeNA      | 113   | 265   | 224   | 32    | 49    | 6        | 0        | 3        | 64    | 13    | 2     | 1        | 6     | 0     | 30    | 2     | 5     | 45    | 3        | .219  | .324     | .286     | .610  |
| 2019      | DeNA      | 111   | 196   | 164   | 22    | 42    | 8        | 1        | 3        | 61    | 17    | 3     | 0        | 10    | 2     | 20    | 1     | 0     | 38    | 3        | .256  | .333     | .372     | .705  |
| 2020      | DeNA      | 110   | 276   | 233   | 33    | 62    | 14       | 0        | 2        | 82    | 20    | 0     | 0        | 9     | 1     | 29    | 3     | 4     | 50    | 1        | .266  | .356     | .352     | .708  |
| 2021      | DeNA      | 85    | 266   | 222   | 21    | 52    | 15       | 0        | 2        | 73    | 15    | 1     | 1        | 14    | 3     | 26    | 1     | 1     | 39    | 1        | .234  | .313     | .329     | .642  |
| 2022      | DeNA      | 96    | 198   | 169   | 17    | 33    | 5        | 1        | 0        | 40    | 1     | 1     | 2        | 8     | 0     | 20    | 2     | 1     | 29    | 3        | .195  | .284     | .237     | .521  |
| 2023      | DeNA      | 86    | 66    | 49    | 7     | 7     | 1        | 1        | 0        | 10    | 2     | 0     | 1        | 6     | 0     | 9     | 0     | 2     | 9     | 0        | .143  | .300     | .204     | .504  |
| 2024      | DeNA      | 82    | 34    | 23    | 4     | 6     | 0        | 0        | 0        | 6     | 2     | 1     | 0        | 7     | 0     | 3     | 1     | 1     | 7     | 0        | .261  | .370     | .261     | .631  |
| 通算：9年 | 通算：9年 | 790   | 1595  | 1338  | 165   | 309   | 57       | 4        | 11       | 407   | 83    | 10    | 6        | 73    | 8     | 159   | 10    | 17    | 275   | 14       | .231  | .319     | .304     | .623  |

- 2024年度シーズン終了時

### 年度別守備成績
| 年 度 | 球 団 | 二塁  | 二塁  | 二塁  | 二塁  | 二塁  | 二塁     | 三塁  | 三塁  | 三塁  | 三塁  | 三塁  | 三塁     | 遊撃  | 遊撃  | 遊撃  | 遊撃  | 遊撃  | 遊撃     |
| 年 度 | 球 団 | 試 合 | 刺 殺 | 補 殺 | 失 策 | 併 殺 | 守 備 率 | 試 合 | 刺 殺 | 補 殺 | 失 策 | 併 殺 | 守 備 率 | 試 合 | 刺 殺 | 補 殺 | 失 策 | 併 殺 | 守 備 率 |
| ----- | ----- | ----- | ----- | ----- | ----- | ----- | -------- | ----- | ----- | ----- | ----- | ----- | -------- | ----- | ----- | ----- | ----- | ----- | -------- |
| 2016  | DeNA  | 9     | 8     | 20    | 2     | 2     | .933     | -     | -     | -     | -     | -     | -        | 12    | 7     | 20    | 2     | 4     | .931     |
| 2017  | DeNA  | 69    | 114   | 150   | 4     | 29    | .985     | 17    | 2     | 14    | 0     | 1     | 1.000    | -     | -     | -     | -     | -     | -        |
| 2018  | DeNA  | 65    | 69    | 89    | 2     | 16    | .988     | 19    | 1     | 8     | 1     | 3     | .900     | 39    | 43    | 103   | 3     | 16    | .980     |
| 2019  | DeNA  | 89    | 71    | 104   | 1     | 17    | .994     | 10    | 2     | 8     | 0     | 1     | 1.000    | 21    | 20    | 40    | 1     | 8     | .984     |
| 2020  | DeNA  | 78    | 94    | 154   | 2     | 33    | .992     | 16    | 4     | 10    | 0     | 1     | 1.000    | 35    | 36    | 77    | 4     | 17    | .966     |
| 2021  | DeNA  | 49    | 67    | 123   | 3     | 37    | .984     | 7     | 1     | 4     | 0     | 0     | 1.000    | 40    | 51    | 79    | 5     | 17    | .963     |
| 2022  | DeNA  | 5     | 3     | 3     | 0     | 1     | 1.000    | 49    | 22    | 34    | 1     | 3     | .982     | 47    | 57    | 89    | 2     | 14    | .986     |
| 2023  | DeNA  | 1     | 0     | 1     | 0     | 0     | 1.000    | 72    | 9     | 31    | 2     | 5     | .952     | 14    | 10    | 27    | 0     | 5     | 1.000    |
| 2024  | DeNA  | 6     | 3     | 3     | 2     | 2     | .750     | 71    | 8     | 18    | 2     | 3     | .929     | 2     | 0     | 2     | 0     | 1     | 1.000    |
| 通算  | 通算  | 371   | 429   | 647   | 16    | 137   | .985     | 261   | 49    | 127   | 6     | 17    | .967     | 210   | 224   | 437   | 17    | 82    | .975     |

- 2024年度シーズン終了時

### 記録
初記録
- 初出場・初先発出場：2016年3月25日、対広島東洋カープ1回戦（MAZDA Zoom-Zoom スタジアム広島）、7番・二塁手で先発出場
- 初打席・初安打・初打点：同上、2回表にクリス・ジョンソンから中前2点適時打 ※初球
- 初盗塁：2016年4月5日、対中日ドラゴンズ1回戦（ナゴヤドーム）、1回表に二盗（投手：若松駿太、捕手：杉山翔大）
- 初本塁打：2017年9月10日、対阪神タイガース20回戦（阪神甲子園球場）、8回表に桑原謙太朗から右越ソロ

### 背番号
- 31（2016年 - ）

### 登場曲
- 「Believe in yourself」阿部真央（2016年）
- 「君に恋をしています」ベリーグッドマン（2017年）
- 「Beautiful Now ft. Jon Bellion」Zedd（2017年 - ）
- 「Thumbs Up」MOMOLAND（2020年）
- 「Waste It On Me」Steve Aoki feat. BTS（2021年 - ）